# Aironi Basket Novara 2006-2007
L'Aironi Basket Novara 2006-2007 ha preso parte alla Legadue. Era sponsorizzata dalla Cimberio.
La Cimberio Novara si è classificata al 16º ed ultimo posto di Legadue, retrocedendo in Serie B d'Eccellenza. A fine stagione ha ceduto i diritti di partecipazione alla Serie B d'Eccellenza alla Pallacanestro Lago Maggiore.

## Roster
| Giocatori |
| --------- |

|    | Naz.                                   | Ruolo | Sportivo          | Anno | Alt. | Peso |  |
| -- | -------------------------------------- | ----- | ----------------- | ---- | ---- | ---- |  |
| 4  | Argentina (bandiera)                   | PG    | Sebastián Vico    | 1986 | 192  | 85   |  |
| 6  | Uruguay (bandiera) · Italia (bandiera) | G     | Mauricio Aguiar   | 1983 | 185  | 84   |  |
| 7  | Italia (bandiera)                      | GA    | Matteo Maestrello | 1981 | 198  | 92   |  |
| 8  | Italia (bandiera)                      | A     | Francesco Conti   | 1983 | 200  | 93   |  |
| 10 | Italia (bandiera)                      | A     | Lee Melchionni    | 1983 | 200  | 95   |  |
| 14 | Italia (bandiera)                      | PG    | Marco Rossi       | 1981 | 183  | 82   |  |

| Staff tecnico                                                                 |
| ----------------------------------------------------------------------------- |
| Allenatore: Attilio Caja (fino al 05/12/2006) - Phil Melillo (dal 05/12/2006) |
| Vice allenatore: Valeriano D'Orta                                             |

| Giocatori acquisiti a stagione in corso |
| --------------------------------------- |

|    | Naz.                                       | Ruolo | Sportivo        | Anno | Alt. | Peso |  |
| -- | ------------------------------------------ | ----- | --------------- | ---- | ---- | ---- |  |
| 5  | Italia (bandiera)                          | P     | Stefano Rajola  | 1972 | 185  | 84   |  |
| 12 | Italia (bandiera)                          | A     | Steve Payne     | 1972 | 202  | 105  |  |
| 13 | Stati Uniti (bandiera) · Italia (bandiera) | A     | Brian Oliver    | 1968 | 192  | 98   |  |
| 15 | Italia (bandiera)                          | C     | Stefano Rusconi | 1968 | 208  | 125  |  |
| 18 | Stati Uniti (bandiera)                     | GA    | Robert Conley   | 1977 | 198  | 97   |  |

| Giocatori ceduti a stagione in corso |
| ------------------------------------ |

|    | Naz.                   | Ruolo | Sportivo            | Anno | Alt. | Peso |  |
| -- | ---------------------- | ----- | ------------------- | ---- | ---- | ---- |  |
| 5  | Italia (bandiera)      | P     | Federico Bolzonella | 1984 | 184  | 72   |  |
| 9  | Italia (bandiera)      | C     | Alessandro Agosta   | 1984 | 201  | 105  |  |
| 10 | Stati Uniti (bandiera) | C     | Steve Thomas        | 1981 | 204  | 104  |  |
| 10 | Stati Uniti (bandiera) | P     | Sean Colson         | 1974 | 182  | 75   |  |
| 12 | Stati Uniti (bandiera) | G     | Jeremy Veal         | 1976 | 193  | 85   |  |